# 索尼Xperia Tablet Z
Sony Xperia™Tablet Z，是索尼移动通信在2013年1月21日NTT DoCoMo开展前夕所发布的新旗舰级Android™平板電腦。此平板為9.4吋的Sony Xperia Tablet S後繼機種。

## 简介
索尼Xperia™Tablet Z配备一块10.1英寸1080p HD 螢幕，搭载高通(Qualcomm) Snapdragon S4 Pro系列四核心处理器，辅以2GB的RAM、16/32GB的ROM。在外观上使用了双面玻璃机身及全平衡概念，目前上市顏色為白色、黑色，并且支持IP55/57级别的防尘防水功能。
2014年3月推出的Sony Xperia Z2 tablet為此平板電腦的後繼機種。

## 規格
| CPU        | 高通(Qualcomm) Snapdragon S4 Pro 1.5GHz四核心处理器 |
| GPU        | Adreno 320图像处理器                                |
| RAM        | 2GB                                                 |
| ROM        | 16/32GB（最高支持64GB microSD™ 卡,支援 SDXC)        |
| 屏幕       | 10.1英寸HD VA-TFT LCD螢幕(1920×1200像素)            |
| 主鏡頭     | 约810万像素，Exmor R™                               |
| 前置鏡頭   | 220万像素CMOS                                       |
| 操作系统   | Android™ 4.3                                        |
| 尺寸及重量 | 尺寸：172mm×266mm×6.9mm 重量：495克                 |
| 电池       | 6000mAh(毫安培)                                     |
| 其它功能   | 支持IP55/57级别的防尘防水。                         |

## 顏色
| 顏色 | 名稱 | 英語  | 備註       |
| ---- | ---- | ----- | ---------- |
|      | 黑色 | Black |            |
|      | 白色 | White | 正面為黑色 |